# لولا (فیلم ۱۹۶۹)
لولا (به انگلیسی: Lola) فیلمی ایتالیایی محصول سال ۱۹۶۹ میلادی به کارگردانی ریچارد دانر و با بازی چارلز برانسون و سوزان جرج است.

## بازیگران
- چارلز برانسون در نقش اسکات واردمن
- سوزان جرج
- اورسن بین
- آنر بلکمن
- مایکل کریگ
- پال فورد به عنوان آقای وردمن
- جک هاوکینز به عنوان قاضی میلینگتون
- تروور هاوارد به عنوان پدربزرگ
- لایونل جفریس به عنوان وکیل مدافع
- کی مدفورد به عنوان خانم وردمن
- رابرت مورلی به عنوان قاضی رکسبورو
- شکایت لوید به عنوان اورسولا
- اریک بارکر به عنوان کارمند اسکاتلندی
- اریک چیتی به عنوان مشتری سالمند
- جودیت فورز به عنوان معلم مدرسه